# PokerGO Tour 2023

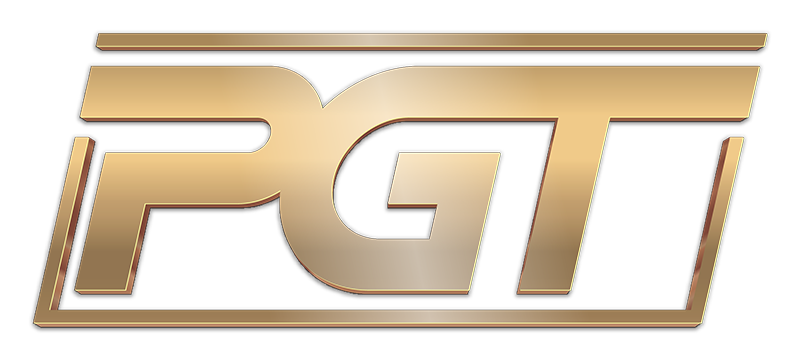
Logo der PokerGO Tour

Die PokerGO Tour 2023 war die dritte Austragung dieser Pokerturnierserie. Sie wurde von Poker Central veranstaltet und lief von Januar 2023 bis Januar 2024. Die meisten Turniere hatten Buy-ins von mindestens 10.000 US-Dollar.

## Struktur
Die PokerGO Tour fasste zahlreiche im Kalenderjahr 2023 sowie Anfang Januar 2024 von Poker Central veranstaltete Pokerturnierserien zusammen und bestand aus insgesamt 133 Turnieren.
Die meisten Finaltische der Events wurden auf der Streaming-Plattform PokerGO gezeigt, auf der ein kostenpflichtiges Abonnement nötig ist. Der Großteil der Turniere wurde in der Variante No Limit Hold’em gespielt, es waren jedoch nahezu alle der gängigsten Pokervarianten auf dem Turnierplan vertreten. Die 40 erfolgreichsten Spieler der Tour wurden durch ein Punktesystem ermittelt und qualifizierten sich für die PokerGO Tour Championship am 9. Januar 2024 im Aria Resort & Casino, bei der eine Million US-Dollar ausgespielt wurde.

## Turniere
| Beginn        | Stadt           | Casino                                | Turnierserie                   | Buy-in (in $) | Variante                        | Teilnehmer | Sieger                | Herkunft               | Preisgeld (in $) | Quelle |
| ------------- | --------------- | ------------------------------------- | ------------------------------ | ------------- | ------------------------------- | ---------- | --------------------- | ---------------------- | ---------------- | ------ |
| 11. Jan. 2023 | Paradise        | Aria Resort & Casino                  | PokerGO Cup                    | 010.000       | No Limit Hold’em                | 00.090     | Sean Winter           | Vereinigte Staaten     | 00.216.000       |        |
| 12. Jan. 2023 | Paradise        | Aria Resort & Casino                  | PokerGO Cup                    | 010.000       | No Limit Hold’em                | 00.083     | Aram Zobian           | Vereinigte Staaten     | 00.207.500       |        |
| 13. Jan. 2023 | Paradise        | Aria Resort & Casino                  | PokerGO Cup                    | 010.000       | No Limit Hold’em                | 00.090     | Edward Sebesta        | Vereinigte Staaten     | 00.216.000       |        |
| 14. Jan. 2023 | Paradise        | Aria Resort & Casino                  | PokerGO Cup                    | 010.000       | No Limit Hold’em                | 00.078     | Justin Saliba         | Vereinigte Staaten     | 00.195.000       |        |
| 16. Jan. 2023 | Paradise        | Aria Resort & Casino                  | PokerGO Cup                    | 015.000       | No Limit Hold’em                | 00.056     | Anthony Hu            | Vereinigte Staaten     | 00.268.800       |        |
| 17. Jan. 2023 | Paradise        | Aria Resort & Casino                  | PokerGO Cup                    | 025.000       | No Limit Hold’em                | 00.050     | Alex Foxen            | Vereinigte Staaten     | 00.317.040       |        |
| 18. Jan. 2023 | Paradise        | Aria Resort & Casino                  | PokerGO Cup                    | 025.000       | No Limit Hold’em                | 00.031     | Punnat Punsri         | Thailand               | 00.310.000       |        |
| 19. Jan. 2023 | Paradise        | Aria Resort & Casino                  | PokerGO Cup                    | 050.000       | No Limit Hold’em                | 00.026     | Isaac Haxton          | Vereinigte Staaten     | 00.598.000       |        |
| 4. Feb. 2023  | Paradise        | Aria Resort & Casino                  | PGT Mixed Games I              | 010.000       | H.O.R.S.E.                      | 00.087     | Shaun Deeb            | Vereinigte Staaten     | 00.208.800       |        |
| 5. Feb. 2023  | Paradise        | Aria Resort & Casino                  | PGT Mixed Games I              | 010.000       | 8-Game                          | 00.088     | John Monnette         | Vereinigte Staaten     | 00.211.200       |        |
| 6. Feb. 2023  | Paradise        | Aria Resort & Casino                  | PGT Mixed Games I              | 010.000       | Triple Stud Mix                 | 00.060     | Eli Elezra            | Vereinigte Staaten     | 00.180.000       |        |
| 7. Feb. 2023  | Paradise        | Aria Resort & Casino                  | PGT Mixed Games I              | 010.000       | Big Bet Mix                     | 00.069     | Ben Lamb              | Vereinigte Staaten     | 00.186.300       |        |
| 8. Feb. 2023  | Paradise        | Aria Resort & Casino                  | PGT Mixed Games I              | 010.000       | Triple Draw Mix                 | 00.069     | Nick Guagenti         | Vereinigte Staaten     | 00.186.300       |        |
| 9. Feb. 2023  | Paradise        | Aria Resort & Casino                  | PGT Mixed Games I              | 010.000       | Dealer’s Choice                 | 00.056     | Scott Abrams          | Vereinigte Staaten     | 00.179.200       |        |
| 10. Feb. 2023 | Paradise        | Aria Resort & Casino                  | PGT Mixed Games I              | 025.000       | 10-Game                         | 00.057     | Jason Mercier         | Vereinigte Staaten     | 00.367.500       |        |
| 11. Feb. 2023 | Paradise        | Aria Resort & Casino                  | PGT Mixed Games I              | 005.000       | No Limit 2-7 Single Draw        | 00.052     | Cary Katz             | Vereinigte Staaten     | 00.083.200       |        |
| 6. März 2023  | Paradise        | Wynn Las Vegas                        | Wynn Millions                  | 010.500       | No Limit Hold’em                | 00.092     | Taylor Wilson         | Vereinigte Staaten     | 00.304.704       |        |
| 7. März 2023  | Paradise        | Wynn Las Vegas                        | Wynn Millions                  | 010.500       | No Limit Hold’em                | 00.093     | Michael Wang          | Vereinigte Staaten     | 00.308.016       |        |
| 8. März 2023  | Paradise        | Wynn Las Vegas                        | Wynn Millions                  | 010.500       | Pot Limit Omaha                 | 00.077     | Eugene Lee            | Vereinigte Staaten     | 00.280.819       |        |
| 11. März 2023 | Paradise        | Aria Resort & Casino                  | PGT PLO Series I               | 005.000       | Pot Limit Omaha                 | 00.200     | Daniyal Iqbal         | Vereinigte Staaten     | 00.160.000       |        |
| 12. März 2023 | Paradise        | Aria Resort & Casino                  | PGT PLO Series I               | 005.000       | Pot Limit Omaha                 | 00.179     | Allen Shen            | Kanada                 | 00.091.290       |        |
| 13. März 2023 | Paradise        | Aria Resort & Casino                  | PGT PLO Series I               | 010.000       | Pot Limit Omaha                 | 00.130     | Nacho Barbero         | Argentinien            | 00.234.000       |        |
| 14. März 2023 | Paradise        | Aria Resort & Casino                  | PGT PLO Series I               | 010.000       | Pot Limit Omaha Hi-Lo           | 00.080     | Sean Troha            | Vereinigte Staaten     | 00.200.000       |        |
| 15. März 2023 | Paradise        | Aria Resort & Casino                  | PGT PLO Series I               | 010.000       | Pot Limit Omaha                 | 00.112     | Lautaro Guerra        | Spanien                | 00.220.400       |        |
| 16. März 2023 | Paradise        | Aria Resort & Casino                  | PGT PLO Series I               | 010.000       | PLO/PLO8/Big O Mix              | 00.086     | James Collopy         | Vereinigte Staaten     | 00.206.400       |        |
| 17. März 2023 | Paradise        | Aria Resort & Casino                  | PGT PLO Series I               | 015.000       | Pot Limit Omaha                 | 00.114     | Lautaro Guerra        | Spanien                | 00.228.000       |        |
| 18. März 2023 | Paradise        | Aria Resort & Casino                  | PGT PLO Series I               | 025.000       | Pot Limit Omaha                 | 00.083     | Lautaro Guerra        | Spanien                | 00.518.750       |        |
| 23. März 2023 | Paradise        | Aria Resort & Casino                  | US Poker Open                  | 010.000       | No Limit Hold’em                | 00.105     | Joey Weissman         | Vereinigte Staaten     | 00.231.000       |        |
| 24. März 2023 | Paradise        | Aria Resort & Casino                  | US Poker Open                  | 010.000       | No Limit Hold’em                | 00.105     | Ren Lin               | Vereinigte Staaten     | 00.231.000       |        |
| 25. März 2023 | Paradise        | Aria Resort & Casino                  | US Poker Open                  | 010.000       | No Limit Hold’em                | 00.093     | Sam Soverel           | Vereinigte Staaten     | 00.213.900       |        |
| 27. März 2023 | Paradise        | Aria Resort & Casino                  | US Poker Open                  | 010.000       | Pot Limit Omaha                 | 00.077     | Allan Le              | Vereinigte Staaten     | 00.200.200       |        |
| 28. März 2023 | Paradise        | Aria Resort & Casino                  | US Poker Open                  | 010.000       | No Limit Hold’em                | 00.088     | Phil Hellmuth         | Vereinigte Staaten     | 00.211.200       |        |
| 29. März 2023 | Paradise        | Aria Resort & Casino                  | US Poker Open                  | 015.000       | Pot Limit Omaha                 | 00.062     | Isaac Kempton         | Vereinigte Staaten     | 00.279.000       |        |
| 30. März 2023 | Paradise        | Aria Resort & Casino                  | US Poker Open                  | 015.000       | No Limit Hold’em                | 00.087     | Darren Elias          | Vereinigte Staaten     | 00.313.200       |        |
| 31. März 2023 | Paradise        | Aria Resort & Casino                  | US Poker Open                  | 025.000       | No Limit Hold’em                | 00.054     | Isaac Haxton          | Vereinigte Staaten     | 00.432.000       |        |
| 1. Apr. 2023  | Paradise        | Aria Resort & Casino                  | US Poker Open                  | 025.000       | No Limit Hold’em                | 00.047     | Dan Smith             | Vereinigte Staaten     | 00.399.500       |        |
| 3. Apr. 2023  | Paradise        | Aria Resort & Casino                  | US Poker Open                  | 050.000       | No Limit Hold’em                | 00.037     | Martin Zamani         | Vereinigte Staaten     | 00.666.000       |        |
| 30. Mai 2023  | Paradise        | Horseshoe Las Vegas / Paris Las Vegas | World Series of Poker          | 025.000       | No Limit Hold’em                | 00.207     | Alexandre Vuilleumier | Schweiz                | 01.215.864       |        |
| 2. Juni 2023  | Paradise        | Horseshoe Las Vegas / Paris Las Vegas | World Series of Poker          | 025.000       | No Limit Hold’em                | 00.064     | Chanracy Khun         | Kanada                 | 00.507.020       |        |
| 3. Juni 2023  | Paradise        | Horseshoe Las Vegas / Paris Las Vegas | World Series of Poker          | 010.000       | Dealer’s Choice                 | 00.130     | Chad Eveslage         | Vereinigte Staaten     | 00.311.428       |        |
| 5. Juni 2023  | Paradise        | Horseshoe Las Vegas / Paris Las Vegas | World Series of Poker          | 010.000       | Seven Card Stud                 | 00.130     | Brian Yoon            | Vereinigte Staaten     | 00.311.433       |        |
| 6. Juni 2023  | Paradise        | Horseshoe Las Vegas / Paris Las Vegas | World Series of Poker          | 025.000       | No Limit Hold’em                | 00.301     | Isaac Haxton          | Vereinigte Staaten     | 01.698.215       |        |
| 8. Juni 2023  | Paradise        | Horseshoe Las Vegas / Paris Las Vegas | World Series of Poker          | 010.000       | Limit Hold’em                   | 00.134     | Josh Arieh            | Vereinigte Staaten     | 00.316.226       |        |
| 9. Juni 2023  | Paradise        | Horseshoe Las Vegas / Paris Las Vegas | World Series of Poker          | 050.000       | No Limit Hold’em                | 00.124     | Leon Sturm            | Deutschland            | 01.546.024       |        |
| 10. Juni 2023 | Paradise        | Horseshoe Las Vegas / Paris Las Vegas | World Series of Poker          | 010.000       | Omaha Hi-Lo                     | 00.212     | Ben Lamb              | Vereinigte Staaten     | 00.492.795       |        |
| 12. Juni 2023 | Paradise        | Horseshoe Las Vegas / Paris Las Vegas | World Series of Poker          | 100.000       | No Limit Hold’em                | 00.093     | Jans Arends           | Niederlande            | 02.576.729       |        |
| 13. Juni 2023 | Paradise        | Horseshoe Las Vegas / Paris Las Vegas | World Series of Poker          | 010.000       | Razz                            | 00.123     | Jerry Wong            | Vereinigte Staaten     | 00.298.682       |        |
| 14. Juni 2023 | Paradise        | Horseshoe Las Vegas / Paris Las Vegas | World Series of Poker          | 010.000       | No Limit Hold’em                | 00.568     | Chris Klodnicki       | Vereinigte Staaten     | 00.733.317       |        |
| 15. Juni 2023 | Paradise        | Horseshoe Las Vegas / Paris Las Vegas | World Series of Poker          | 010.000       | Limit 2-7 Lowball Triple Draw   | 00.130     | Benny Glaser          | Vereinigtes Konigreich | 00.311.428       |        |
| 15. Juni 2023 | Paradise        | Aria Resort & Casino                  | Aria High Roller Series        | 010.000       | No Limit Hold’em                | 00.027     | Stephen Chidwick      | Vereinigtes Konigreich | 00.124.200       |        |
| 16. Juni 2023 | Paradise        | Horseshoe Las Vegas / Paris Las Vegas | World Series of Poker          | 250.000       | No Limit Hold’em                | 00.069     | Chris Brewer          | Vereinigte Staaten     | 05.293.556       |        |
| 16. Juni 2023 | Paradise        | Aria Resort & Casino                  | Aria High Roller Series        | 010.000       | No Limit Hold’em                | 00.034     | Bernard Larabi        | Ungarn                 | 00.136.000       |        |
| 17. Juni 2023 | Paradise        | Aria Resort & Casino                  | Aria High Roller Series        | 010.000       | No Limit Hold’em                | 00.048     | Sam Soverel           | Vereinigte Staaten     | 00.163.200       |        |
| 18. Juni 2023 | Paradise        | Horseshoe Las Vegas / Paris Las Vegas | World Series of Poker          | 050.000       | 9-Game                          | 00.099     | Brian Rast            | Vereinigte Staaten     | 01.324.747       |        |
| 20. Juni 2023 | Paradise        | Aria Resort & Casino                  | Aria High Roller Series        | 010.000       | Pot Limit Omaha                 | 00.089     | Ian Bradley           | Vereinigte Staaten     | 00.213.600       |        |
| 21. Juni 2023 | Paradise        | Horseshoe Las Vegas / Paris Las Vegas | World Series of Poker          | 010.000       | Pot Limit Omaha                 | 00.731     | Ap Garza              | Vereinigte Staaten     | 01.309.232       |        |
| 22. Juni 2023 | Paradise        | Aria Resort & Casino                  | Aria High Roller Series        | 010.000       | Pot Limit Omaha                 | 00.051     | Elias Harala          | Finnland               | 00.163.200       |        |
| 23. Juni 2023 | Paradise        | Horseshoe Las Vegas / Paris Las Vegas | World Series of Poker          | 010.000       | H.O.R.S.E.                      | 00.185     | Mike Gorodinsky       | Vereinigte Staaten     | 00.422.747       |        |
| 24. Juni 2023 | Paradise        | Aria Resort & Casino                  | Aria High Roller Series        | 010.000       | Pot Limit Omaha                 | 00.095     | Ronald Keijzer        | Niederlande            | 00.218.500       |        |
| 25. Juni 2023 | Paradise        | Horseshoe Las Vegas / Paris Las Vegas | World Series of Poker          | 025.000       | Pot Limit Omaha                 | 00.449     | Ka Kwan Lau           | Hongkong               | 02.294.756       |        |
| 27. Juni 2023 | Paradise        | Horseshoe Las Vegas / Paris Las Vegas | World Series of Poker          | 010.000       | Seven Card Stud Hi-Lo           | 00.141     | Ryan Miller           | Vereinigte Staaten     | 00.344.677       |        |
| 29. Juni 2023 | Paradise        | Horseshoe Las Vegas / Paris Las Vegas | World Series of Poker          | 010.000       | No Limit 2-7 Single Draw        | 00.154     | Chris Brewer          | Vereinigte Staaten     | 00.367.599       |        |
| 30. Juni 2023 | Paradise        | Horseshoe Las Vegas / Paris Las Vegas | World Series of Poker          | 050.000       | Pot Limit Omaha                 | 00.200     | Jesse Lonis           | Vereinigte Staaten     | 02.303.017       |        |
| 1. Juli 2023  | Paradise        | Horseshoe Las Vegas / Paris Las Vegas | World Series of Poker          | 010.000       | No Limit Hold’em                | 00.642     | Phil Hellmuth         | Vereinigte Staaten     | 00.803.818       |        |
| 2. Juli 2023  | Paradise        | Horseshoe Las Vegas / Paris Las Vegas | World Series of Poker          | 010.000       | Pot Limit Omaha Hi-Lo           | 00.277     | Hassan Kamel          | Australien             | 00.598.613       |        |
| 2. Juli 2023  | Paradise        | Aria Resort & Casino                  | Aria High Roller Series        | 010.000       | No Limit Hold’em                | 00.067     | Martin Stausholm      | Danemark               | 00.180.900       |        |
| 3. Juli 2023  | Paradise        | Horseshoe Las Vegas / Paris Las Vegas | World Series of Poker          | 010.000       | No Limit Hold’em                | 10.043     | Daniel Weinman        | Vereinigte Staaten     | 12.100.000       |        |
| 3. Juli 2023  | Paradise        | Aria Resort & Casino                  | Aria High Roller Series        | 010.000       | No Limit Hold’em                | 00.046     | Andrei Kotelnikow     | Russland               | 00.156.400       |        |
| 4. Juli 2023  | Paradise        | Aria Resort & Casino                  | Aria High Roller Series        | 010.000       | No Limit Hold’em                | 00.075     | Tobias Schwecht       | Deutschland            | 00.172.612       |        |
| 5. Juli 2023  | Paradise        | Aria Resort & Casino                  | Aria High Roller Series        | 010.000       | No Limit Hold’em                | 00.082     | Armin Rezaei          | Osterreich             | 00.205.000       |        |
| 6. Juli 2023  | Paradise        | Aria Resort & Casino                  | Aria High Roller Series        | 010.000       | No Limit Hold’em                | 00.130     | Nacho Barbero         | Argentinien            | 00.235.492       |        |
| 10. Juli 2023 | Paradise        | Horseshoe Las Vegas / Paris Las Vegas | World Series of Poker          | 025.000       | H.O.R.S.E.                      | 00.112     | Josh Arieh            | Vereinigte Staaten     | 00.711.313       |        |
| 12. Juli 2023 | Paradise        | Horseshoe Las Vegas / Paris Las Vegas | World Series of Poker          | 050.000       | No Limit Hold’em                | 00.176     | Aleks Kulew           | Bulgarien              | 02.087.073       |        |
| 14. Juli 2023 | Paradise        | Horseshoe Las Vegas / Paris Las Vegas | World Series of Poker          | 010.000       | No Limit Hold’em                | 00.550     | Alexandre Réard       | Frankreich             | 01.057.663       |        |
| 16. Juli 2023 | Paradise        | Horseshoe Las Vegas / Paris Las Vegas | World Series of Poker          | 010.000       | No Limit Hold’em Short Deck     | 00.106     | Martin Nielsen        | Danemark               | 00.270.760       |        |
| 14. Sep. 2023 | Paradise        | Aria Resort & Casino                  | Poker Masters                  | 010.000       | No Limit Hold’em                | 00.114     | Vladas Tamašauskas    | Litauen                | 00.239.400       |        |
| 15. Sep. 2023 | Paradise        | Aria Resort & Casino                  | Poker Masters                  | 010.000       | No Limit Hold’em                | 00.097     | Darren Elias          | Vereinigte Staaten     | 00.223.100       |        |
| 16. Sep. 2023 | Paradise        | Aria Resort & Casino                  | Poker Masters                  | 010.000       | No Limit Hold’em                | 00.087     | Vladas Tamašauskas    | Litauen                | 00.208.800       |        |
| 18. Sep. 2023 | Paradise        | Aria Resort & Casino                  | Poker Masters                  | 010.000       | No Limit Hold’em                | 00.091     | David Rheem           | Vereinigte Staaten     | 00.218.400       |        |
| 19. Sep. 2023 | Paradise        | Aria Resort & Casino                  | Poker Masters                  | 010.000       | No Limit Hold’em                | 00.085     | Andrew Lichtenberger  | Vereinigte Staaten     | 00.204.000       |        |
| 20. Sep. 2023 | Paradise        | Aria Resort & Casino                  | Poker Masters                  | 010.000       | No Limit Hold’em                | 00.095     | Örpen Kısacıkoğlu     | Turkei                 | 00.218.500       |        |
| 21. Sep. 2023 | Paradise        | Aria Resort & Casino                  | Poker Masters                  | 025.000       | No Limit Hold’em                | 00.044     | Nick Schulman         | Vereinigte Staaten     | 00.374.000       |        |
| 22. Sep. 2023 | Paradise        | Aria Resort & Casino                  | Poker Masters                  | 025.000       | No Limit Hold’em                | 00.050     | Stephen Chidwick      | Vereinigtes Konigreich | 00.400.000       |        |
| 23. Sep. 2023 | Paradise        | Aria Resort & Casino                  | Poker Masters                  | 025.000       | No Limit Hold’em                | 00.037     | Justin Bonomo         | Vereinigte Staaten     | 00.333.000       |        |
| 25. Sep. 2023 | Paradise        | Aria Resort & Casino                  | Poker Masters                  | 050.000       | No Limit Hold’em                | 00.042     | Jonathan Jaffe        | Vereinigte Staaten     | 00.756.000       |        |
| 26. Sep. 2023 | Paradise        | Aria Resort & Casino                  | Aria High Roller Series        | 025.200       | No Limit Hold’em                | 00.016     | Adrián Mateos         | Spanien                | 00.216.000       |        |
| 27. Sep. 2023 | Paradise        | Aria Resort & Casino                  | Aria High Roller Series        | 025.200       | No Limit Hold’em                | 00.016     | Örpen Kısacıkoğlu     | Turkei                 | 00.216.000       |        |
| 28. Sep. 2023 | Paradise        | Aria Resort & Casino                  | Super High Roller Bowl         | 300.000       | No Limit Hold’em                | 00.020     | Isaac Haxton          | Vereinigte Staaten     | 02.760.000       |        |
| 5. Okt. 2023  | Paradise        | Aria Resort & Casino                  | PGT Mixed Games II             | 010.000       | H.O.R.S.E.                      | 00.072     | David Funkhouser      | Vereinigte Staaten     | 00.187.200       |        |
| 6. Okt. 2023  | Paradise        | Aria Resort & Casino                  | PGT Mixed Games II             | 010.000       | Big Bet Mix                     | 00.057     | David Rheem           | Vereinigte Staaten     | 00.171.000       |        |
| 7. Okt. 2023  | Paradise        | Aria Resort & Casino                  | PGT Mixed Games II             | 005.000       | 10-Game                         | 00.072     | David Prociak         | Vereinigte Staaten     | 00.093.600       |        |
| 9. Okt. 2023  | Paradise        | Aria Resort & Casino                  | PGT Mixed Games II             | 010.000       | 8-Game                          | 00.056     | Dzmitry Urbanovich    | Polen                  | 00.179.200       |        |
| 10. Okt. 2023 | Paradise        | Aria Resort & Casino                  | PGT Mixed Games II             | 010.000       | Triple Stud Mix                 | 00.040     | Nick Schulman         | Vereinigte Staaten     | 00.144.000       |        |
| 11. Okt. 2023 | Paradise        | Aria Resort & Casino                  | PGT Mixed Games II             | 010.000       | Dealer’s Choice                 | 00.049     | Dylan Weisman         | Vereinigte Staaten     | 00.166.600       |        |
| 12. Okt. 2023 | Paradise        | Aria Resort & Casino                  | PGT Mixed Games II             | 010.000       | Triple Draw Mix                 | 00.051     | Hal Rotholz           | Vereinigte Staaten     | 00.163.200       |        |
| 13. Okt. 2023 | Paradise        | Aria Resort & Casino                  | PGT Mixed Games II             | 025.000       | 10-Game                         | 00.029     | Maxx Coleman          | Vereinigte Staaten     | 00.290.000       |        |
| 14. Okt. 2023 | Paradise        | Aria Resort & Casino                  | PGT Mixed Games II             | 005.000       | No Limit 2-7 Single Draw        | 00.024     | Arthur Morris         | Vereinigte Staaten     | 00.049.902       |        |
| 16. Okt. 2023 | Paradise        | Aria Resort & Casino                  | Super High Roller Bowl         | 100.000       | Pot Limit Omaha                 | 00.038     | Jared Bleznick        | Vereinigte Staaten     | 01.292.000       |        |
| 19. Okt. 2023 | Paradise        | Aria Resort & Casino                  | PGT PLO Series II              | 005.000       | Pot Limit Omaha                 | 00.172     | Matthew Wantman       | Vereinigte Staaten     | 00.150.500       |        |
| 20. Okt. 2023 | Paradise        | Aria Resort & Casino                  | PGT PLO Series II              | 007.500       | Pot Limit Omaha                 | 00.149     | Eelis Pärssinen       | Finnland               | 00.149.000       |        |
| 21. Okt. 2023 | Paradise        | Aria Resort & Casino                  | PGT PLO Series II              | 010.000       | Pot Limit Omaha                 | 00.103     | Stephen Hubbard       | Vereinigte Staaten     | 00.231.750       |        |
| 22. Okt. 2023 | Paradise        | Aria Resort & Casino                  | PGT PLO Series II              | 015.000       | Pot Limit Omaha                 | 00.101     | Adam Hendrix          | Vereinigte Staaten     | 00.172.710       |        |
| 23. Okt. 2023 | Paradise        | Aria Resort & Casino                  | PGT PLO Series II              | 010.000       | Pot Limit Omaha                 | 00.114     | Bryce Yockey          | Vereinigte Staaten     | 00.239.400       |        |
| 24. Okt. 2023 | Paradise        | Aria Resort & Casino                  | PGT PLO Series II              | 010.000       | Pot Limit Omaha Dealer’s Choice | 00.065     | João Simão            | Brasilien              | 00.182.000       |        |
| 25. Okt. 2023 | Paradise        | Aria Resort & Casino                  | Aria High Roller Series        | 010.100       | Pot Limit Omaha                 | 00.071     | Isaac Kempton         | Vereinigte Staaten     | 00.184.600       |        |
| 26. Okt. 2023 | Paradise        | Aria Resort & Casino                  | Aria High Roller Series        | 010.100       | Pot Limit Omaha                 | 00.067     | Jesse Lonis           | Vereinigte Staaten     | 00.187.600       |        |
| 27. Okt. 2023 | Paradise        | Aria Resort & Casino                  | PGT PLO Series II              | 010.000       | Pot Limit Omaha                 | 00.086     | Benjamin Juhász       | Ungarn                 | 00.206.400       |        |
| 28. Okt. 2023 | Paradise        | Aria Resort & Casino                  | PGT PLO Series II              | 010.000       | Pot Limit Omaha Hi-Lo           | 00.055     | Zhen Cai              | Vereinigte Staaten     | 00.176.000       |        |
| 29. Okt. 2023 | Paradise        | Aria Resort & Casino                  | PGT PLO Series II              | 025.000       | Pot Limit Omaha                 | 00.075     | Daniel Geeng          | Vereinigte Staaten     | 00.487.500       |        |
| 1. Nov. 2023  | Paradise        | Aria Resort & Casino                  | PGT Sprint                     | 005.000       | No Limit Hold’em                | 00.063     | John Riordan          | Vereinigte Staaten     | 00.094.500       |        |
| 2. Nov. 2023  | Paradise        | Aria Resort & Casino                  | PGT Sprint                     | 005.000       | No Limit Hold’em                | 00.052     | Isaac Kempton         | Vereinigte Staaten     | 00.083.200       |        |
| 3. Nov. 2023  | Paradise        | Aria Resort & Casino                  | PGT Sprint                     | 005.000       | No Limit Hold’em                | 00.064     | Ping Liu              | Vereinigte Staaten     | 00.089.600       |        |
| 4. Nov. 2023  | Paradise        | Aria Resort & Casino                  | PGT Sprint                     | 010.000       | No Limit Hold’em                | 00.035     | John Hennigan         | Vereinigte Staaten     | 00.097.894       |        |
| 6. Nov. 2023  | Rozvadov        | King’s Resort                         | World Series of Poker Europe   | 026.840       | No Limit Hold’em                | 00.089     | Daniel Dvoress        | Kanada                 | 00.644.150       |        |
| 9. Nov. 2023  | Rozvadov        | King’s Resort                         | World Series of Poker Europe   | 053.484       | No Limit Hold’em                | 00.037     | Santhosh Suvarna      | Indien                 | 00.695.291       |        |
| 10. Nov. 2023 | Rozvadov        | King’s Resort                         | World Series of Poker Europe   | 011.050       | No Limit Hold’em                | 00.817     | Max Neugebauer        | Osterreich             | 01.601.435       |        |
| 27. Nov. 2023 | Paradise        | Aria Resort & Casino                  | Aria High Roller Series        | 010.100       | No Limit Hold’em                | 00.026     | Dan Smith             | Vereinigte Staaten     | 00.119.600       |        |
| 28. Nov. 2023 | Paradise        | Aria Resort & Casino                  | Aria High Roller Series        | 010.100       | No Limit Hold’em                | 00.025     | Isaac Kempton         | Vereinigte Staaten     | 00.115.000       |        |
| 29. Nov. 2023 | Paradise        | Aria Resort & Casino                  | Aria High Roller Series        | 010.100       | No Limit Hold’em                | 00.028     | Seth Davies           | Vereinigte Staaten     | 00.128.800       |        |
| 30. Nov. 2023 | Paradise        | Aria Resort & Casino                  | Aria High Roller Series        | 010.100       | No Limit Hold’em                | 00.029     | Vladas Tamašauskas    | Litauen                | 00.116.000       |        |
| 5. Dez. 2023  | Paradise Island | Atlantis Resort & Casino              | World Series of Poker Paradise | 025.000       | No Limit Hold’em                | 00.533     | Samuel Mullur         | Osterreich             | 02.736.300       |        |
| 7. Dez. 2023  | Paradise Island | Atlantis Resort & Casino              | World Series of Poker Paradise | 025.000       | Pot Limit Omaha                 | 00.140     | Nikolaos Lampropoulos | Griechenland           | 00.871.600       |        |
| 8. Dez. 2023  | Paradise Island | Atlantis Resort & Casino              | World Series of Poker Paradise | 050.000       | No Limit Hold’em                | 00.137     | Erik Seidel           | Vereinigte Staaten     | 01.704.400       |        |
| 9. Dez. 2023  | Paradise Island | Atlantis Resort & Casino              | World Series of Poker Paradise | 100.000       | No Limit Hold’em                | 00.111     | Masashi Oya           | Japan                  | 02.940.000       |        |
| 13. Dez. 2023 | Paradise Island | Atlantis Resort & Casino              | World Series of Poker Paradise | 010.000       | Pot Limit Omaha                 | 00.104     | Dante Goya            | Brasilien              | 00.277.700       |        |
| 14. Dez. 2023 | Paradise Island | Atlantis Resort & Casino              | World Series of Poker Paradise | 010.000       | No Limit Hold’em                | 00.169     | Dong Chen             | China Volksrepublik    | 00.411.659       |        |
| 2. Jan. 2024  | Paradise        | Aria Resort & Casino                  | PGT Last Chance                | 010.000       | No Limit Hold’em                | 00.091     | Daniel Negreanu       | Kanada                 | 00.218.400       |        |
| 3. Jan. 2024  | Paradise        | Aria Resort & Casino                  | PGT Last Chance                | 010.000       | No Limit Hold’em                | 00.088     | Artur Martirossjan    | Russland               | 00.211.200       |        |
| 4. Jan. 2024  | Paradise        | Aria Resort & Casino                  | PGT Last Chance                | 010.000       | No Limit Hold’em                | 00.082     | Samuel Laskowitz      | Vereinigte Staaten     | 00.205.000       |        |
| 5. Jan. 2024  | Paradise        | Aria Resort & Casino                  | PGT Last Chance                | 010.000       | No Limit Hold’em                | 00.078     | Dylan DeStefano       | Vereinigte Staaten     | 00.195.000       |        |
| 6. Jan. 2024  | Paradise        | Aria Resort & Casino                  | PGT Last Chance                | 010.000       | No Limit Hold’em                | 00.079     | Artur Martirossjan    | Russland               | 00.197.500       |        |
| 7. Jan. 2024  | Paradise        | Aria Resort & Casino                  | PGT Last Chance                | 010.000       | No Limit Hold’em                | 00.079     | Nick Schulman         | Vereinigte Staaten     | 00.161.500       |        |
| 9. Jan. 2024  | Paradise        | Aria Resort & Casino                  | PGT Championship               | Freeroll      | No Limit Hold’em                | 00.054     | Daniel Smiljkovic     | Deutschland            | 00.500.000       |        |

## Leaderboard

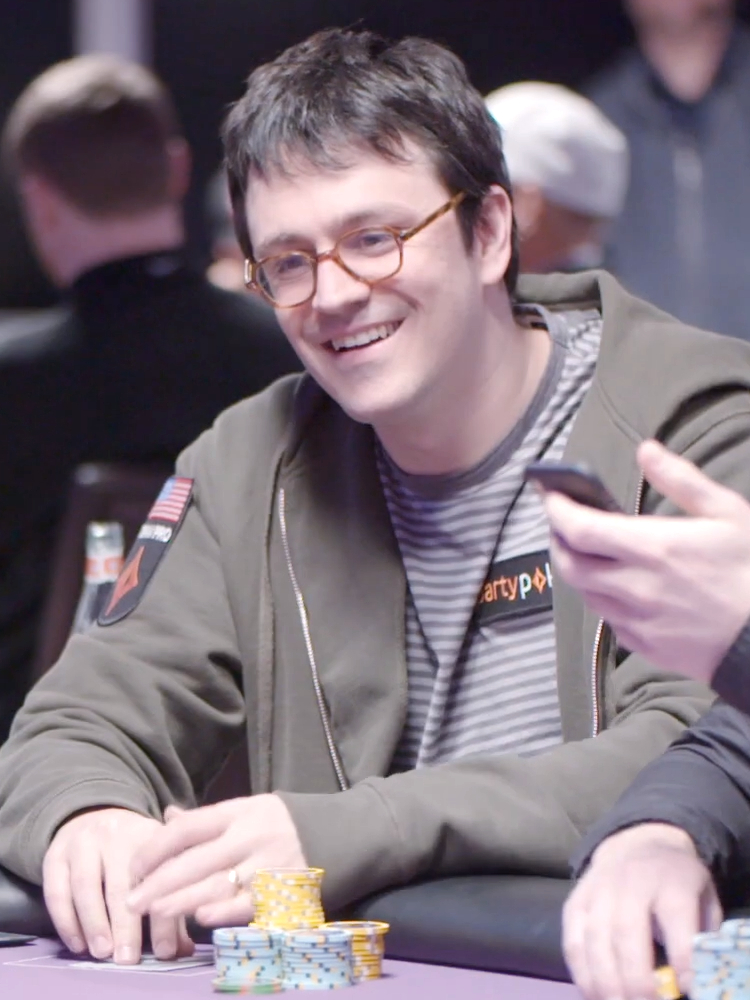
Isaac Haxton (2018)

Jeder Spieler, der bei einem der Turniere in den Preisrängen landete, sammelte zusätzlich zum Preisgeld Punkte. Das Punktesystem orientierte sich am Buy-in und dem gewonnenen Preisgeld. Es wurde zu ganzen Punkten gerundet.
Die 40 punktbesten Spieler qualifizierten sich für die PokerGO Tour Championship im Aria Resort & Casino, bei der eine Million US-Dollar ausgespielt wurde. Darüber hinaus wurde Isaac Haxton als erfolgreichster Spieler der Tour mit 50.000 US-Dollar prämiert.
| Platz | Spieler          | Herkunft               | Punkte | Siege | Cashes | Preisgeld (in $) |
| ----- | ---------------- | ---------------------- | ------ | ----- | ------ | ---------------- |
| 1     | Isaac Haxton     | Vereinigte Staaten     | 2847   | 4     | 14     | 07.243.295       |
| 2     | Chris Brewer     | Vereinigte Staaten     | 2490   | 2     | 24     | 07.411.126       |
| 3     | Stephen Chidwick | Vereinigtes Konigreich | 2402   | 2     | 18     | 03.935.653       |
| 4     | Daniel Weinman   | Vereinigte Staaten     | 2300   | 1     | 01     | 12.100.000       |
| 5     | Alex Foxen       | Vereinigte Staaten     | 2103   | 1     | 23     | 02.753.924       |
| 6     | Ren Lin          | Vereinigte Staaten     | 1987   | 1     | 23     | 02.934.340       |
| 7     | Sam Soverel      | Vereinigte Staaten     | 1954   | 2     | 25     | 02.280.987       |
| 8     | Nick Schulman    | Vereinigte Staaten     | 1709   | 3     | 22     | 02.530.419       |
| 9     | Steven Jones     | Vereinigte Staaten     | 1700   | 0     | 01     | 06.500.000       |
| 10    | Jeremy Ausmus    | Vereinigte Staaten     | 1695   | 0     | 20     | 02.437.553       |